# Warren, New Hampshire
Warren är en kommun (town) i Grafton County i delstaten New Hampshire i USA med 904 invånare (2010). 